# Завод цианіду натрію у Дзержинську
Завод цианіду натрію у Дзержинську — виробничий майданчик у місті Дзержинськ (Нижньогородська область Росії).
Ще з 1960-х років на майданчику Чєрнорєчинського хімічного заводу (ЧХЗ, з 1979 року завод «Корунд») діяло виробництво цианіду натрію. Втім, його потужність була доволі мала — 10 тисяч тонн на рік, а поставки ключової сировини — синильної кислоти — відбувалися з заводу органічного скла, що станом на другу половину 2000-х перебував у кризі та міг зупиняти виробництво. З огляду на зростаючі потреби золотодобувної промисловості, в 2010 році на майданчику колишнього ЧХЗ почали будівництво повноцінного комплексу з виробництва цианіду. Технологічний процес передбачає використання метану (може надходити до регіону по трубопровах Саратов – Нижній Новгород, Казань – Нижній Новгород, Нижня Тура – Перм – Нижній Новгород) та аміаку для продукування синильної кислоти. Далі ця кислота перетворюється на цианід натрію реакцією з каустичною содою.
У 2013-му ввели в дію першу чергу потужністю 40 тисяч тонн цианіду натрію на рік, а в 2018-му цей показник довели до 70 тисяч тонн за рахунок запуску другої черги. Є відомості, що підприємство може випускати не лише цианід натрію, але й цианід калію.
Проєкт реалізували через компанію «Корунд-Циан», за якою через австрійську Petrochemical Holding GmbH стояв підприємець Яков Голдовський.